# 和丰站
和丰站（韓語：화풍역）是朝鮮民主主義人民共和國平安南道文德郡的一個鐵路車站，属于安州煤矿线。

## 邻近车站
安州煤矿线
西市站 - 和丰站